# 潘淑
潘淑（3世紀—252年2月），會稽句章（今浙江省寧波市）人，吳大帝孫權的皇后，是吳废帝孫亮的生母，在野史中被記載為天姿國色的美人。

## 生平
潘淑是小吏的女儿，父亲犯法被處死後，她和姐姐沒為官奴在织室劳作。孫權偶遇潘淑，當即被她的美貌所吸引，於是乃入後宮为妃。史载潘淑姿貌“婉娈通神”，即有傾國傾城之貌，与有“妍明伎艺”的才女之名的赵夫人并称。赤烏五年（242年）春正月，孫權立三子孫和为太子，其母琅邪王夫人貴重，其他妃子都被遣散出宫，但潘淑并无出宮记载。
赤乌七年（244年）潘淑在内殿生下皇子孫亮。潘淑雖然出身低微，但孫權寵愛格外优渥，而孫亮身為幼子，亦受到孫權疼愛，乃至孫權長女全公主也有主動攀附的意思。赤烏十三年（250年）11月，孫亮越過眾多哥哥立為皇太子。孫權稱帝後一直以来都未立后。此前也下詔稱不欲以皇太子生母身分就将妃妾立爲皇后，但次年（251年）5月，却破格將潘淑立為皇后，作为盛事同时大赦，改元，潘淑也成為了吳國第一位皇后。可見在孫權眾多的寵妃中，潘淑作為特別的存在受到了重視。
神凤元年（252年）2月，潘皇后因照顾病重的孫權過於疲勞结果累倒，宫女们便趁她昏迷不醒时，用布帛将她缢杀，對外聲稱她暴病而亡。後來事情敗露，六七人因為牽連此事而被處死。2个月后孫權驾崩，太子孫亮繼位。7月，潘皇后與孫權合葬在蔣陵。

## 人物

### 性格
- 潘淑長於感知孫權的心意，故雖和孫權前妻徐夫人一样以妒聞名，但终其一生都获得了孫權之宠。而不是像後者那樣先立後廢[12]，也不像孫權寵妃步夫人那样通过推進美女來博取長期重視[13]，潘淑之妒具體在于屢次中傷袁夫人等人[14]。
- 潘淑非常关爱姐姐，孙亮为太子後便向孫權請求允許和她一起被罰在織室勞作的姐姐出嫁。孙权听而许之[15]。

### 逸聞
- 孫權和潘皇后是中国历代年龄差距最大的帝后之一，大约相差三四十岁[註 2]。
- 潘夫人在懷孕的時候夢到有人將龍頭送給自己，自己用下身的前衣接住，後生下孫亮[16]。孙亮立为太子後的年末，又有神人授书，告知来年发生改年立后，果然在第二年灵验[17]。
- 潘皇后生前并未参与政事，但曾向孫弘請教呂后爲政的旧事[18]。这可能是导致她被杀害的主因[19]。
- 潘皇后曾于武昌建惠宝寺[20]，至南朝还存在，邵陵王萧纶还为其撰写过碑文。

## 传说

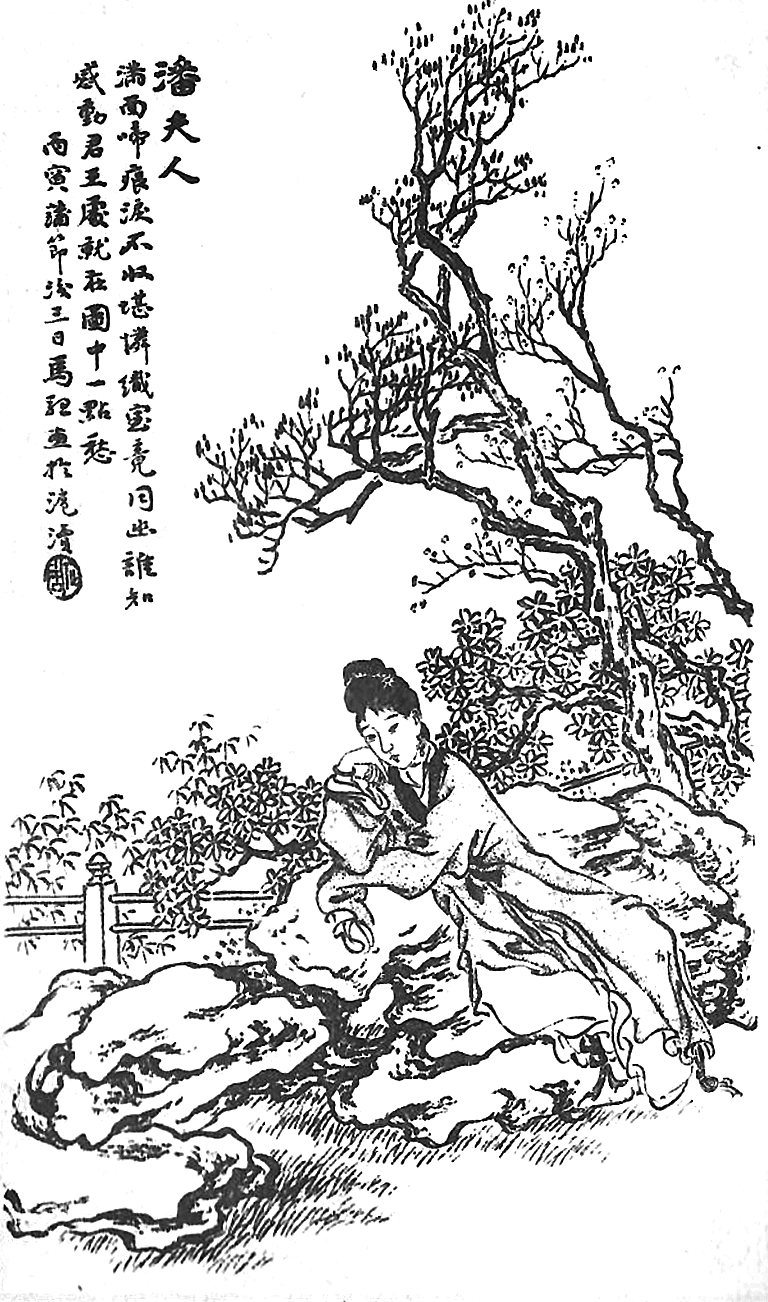
《美人百態畫譜》

晉人王嘉的《拾遺記》中說，潘夫人的父親犯法，她因此在織室工作，容貌少有人同她一樣漂亮，堪稱吳國絕頂美貌的女子，同時被幽禁的數百人都認為她為神女，敬而遠之。傳說吳主聽聞其美貌後，令畫工畫像。 夫人憂愁不食，減瘦改形，畫工以真實情況進獻，吳主琥珀如意按在畫有潘氏容貌的畫布上時都彎曲了，嘆息道：“這是神女啊，憂愁的樣子尚且能迷惑人，何況是歡樂的樣子呢！」將華美的雕花彩飾車派到織室納潘氏入後宮，果然以姿色見寵。
潘夫人曾随孫權出游昭宣台，因高兴酒醉而将火齐戒指挂在石榴树上。孫權遂為她在此处建“環榴台”。因音同“还刘”被认为不吉，后来又改名“榴環台”。后来孙权与潘夫人在钓台钓到了大鱼。孫權十分喜悦。潘夫人联想到了龙阳君哭鱼的往事，认为喜悦不会那么持久，请求孙权引以为戒。到了末年，因讒言横行，逐漸都被疏遠了。当时的人都认为潘夫人有预知能力，称其“知几其神”。

## 家庭
- 夫
  - 孙权，孙权，字仲谋，孙吴开国皇帝。

- 子
  - 孫亮，字子明，孫權七子，孫權死後即位為帝，後被孫綝所廢。

- 姊夫
  - 譚紹，廬陵人，孙亮即位后封騎都尉，孫亮被廢後，與家屬一起被遣回原籍。

## 外部連結
- 《三國志•吳書•吳主權潘夫人傳 （页面存档备份，存于）》

## 延伸阅读
[在维基数据编辑]
 《三國志/卷50》，出自陳壽《三國志》
 在维基共享资源阅览影像
| 前任： 首任 | 中国东吴皇后 251年-252年 | 繼任： 废帝全皇后 |